# Tatsuya Katō
Tatsuya Katō (加藤 達也 Katō Tatsuya?,  Funabashi, Prefectura de Chiba, Japón, 28 de julio de 1980) es un compositor japonés, conocido por componer numerosas bandas sonoras para series de anime. Ha estado activo desde 2003.

## Biografía
Katō nació en Funabashi, Prefectura de Chiba, Japón el 28 de julio de 1980. Se graduó en el programa de música de cine en el Tokyo College of Music y se especializó en composición y dirección. Una vez allí, estudió composición y arreglo bajo Shigeaki Saegusa, Katsuhisa Hattori, Reijiro Koroku y Kentaro Haneda. Actualmente reside en Tokio, Japón.

## Discografía
| Título                                  | Año  | Cargo                                                                                |
| --------------------------------------- | ---- | ------------------------------------------------------------------------------------ |
| Spider Riders                           | 2006 | Compositor (otras canciones por Fumitaka Anzai, Nobuhiko Nakayama y Tomomasa Yoneda) |
| Kämpfer                                 | 2009 | Compositor                                                                           |
| Miracle Train: Welcome to the Oedo Line | 2009 | Compositor                                                                           |
| Needless                                | 2009 | Compositor                                                                           |
| Phantom Requiem for the Phantom         | 2009 | Compositor superestrella (partitura general por Hikaru Nanase)                       |
| The Qwaser of Stigmata                  | 2010 | Compositor                                                                           |
| Demon King Daimao                       | 2010 | Compositor                                                                           |
| Goulart Knights                         | 2010 | Compositor                                                                           |
| Hyakka Ryōran Samurai Girls             | 2010 | Compositor                                                                           |
| +Tic Elder Sister                       | 2011 | Compositor                                                                           |
| Horizon in the Middle of Nowhere        | 2011 | Compositor                                                                           |
| Kämpfer: Für die Liebe                  | 2011 | Compositor                                                                           |
| T.P. Sakura: Time Paladin Sakura        | 2011 | Compositor                                                                           |
| Future Diary                            | 2011 | Compositor                                                                           |
| The Qwaser of Stigmata II               | 2011 | Compositor                                                                           |
| Medaka Box                              | 2012 | Compositor                                                                           |
| Campione!                               | 2012 | Compositor                                                                           |
| Horizon in the Middle of Nowhere II     | 2012 | Compositor                                                                           |
| Medaka Box Abnormal                     | 2012 | Compositor                                                                           |
| Hyakka Ryōran Samurai Bride             | 2013 | Compositor                                                                           |
| Fate/kaleid liner Prisma Illya          | 2013 | Compositor                                                                           |
| Free! - Iwatobi Swim Club               | 2013 | Compositor                                                                           |
| Day Break Illusion                      | 2013 | Compositor                                                                           |
| Gingitsune                              | 2013 | Compositor                                                                           |
| Buddy Complex                           | 2014 | Compositor                                                                           |
| World Conquest Zvezda Plot              | 2014 | Compositor                                                                           |
| Fate/kaleid liner Prisma Illya 2wei!    | 2014 | Compositor                                                                           |
| Free! - Eternal Summer                  | 2014 | Compositor                                                                           |
| Celestial Method                        | 2014 | Compositor                                                                           |
| Yatterman Night                         | 2015 | Compositor                                                                           |
| Shokugeki no Sōma                       | 2015 | Compositor                                                                           |
| The Disappearance of Nagato Yuki-chan   | 2015 | Compositor                                                                           |
| Comet Lucifer                           | 2015 | Compositor                                                                           |
| Sakugan                                 | 2021 | Compositor                                                                           |